# Andrena mangkamensis
Andrena mangkamensis är en biart som beskrevs av Wu 1982. Andrena mangkamensis ingår i släktet sandbin, och familjen grävbin. Inga underarter finns listade i Catalogue of Life.